# Родопа (провинция)
Вижте пояснителната страница за други значения на Родопи.
Родопа (на гръцки: Ῥοδόπη, Ἐπαρχία Ῥοδόπης; на латински: Rhodopa, Rhodope) е късноримска и византийска провинция ок. 293 – 640-те г.

## История
Провинцията е основана по времето на император Диоклециан. Тя се е разполагала на северното крайбрежие на Егейско море. Родопа влизала в състава на Тракийския диоцез и се простирала по дължината на едноименния хребет, покривала част от съвременна Западна Тракия (Гърция) и Югозападна България. Провинцията се управлявала от наместник (на латински: Praeses), чиято столица бил Траянополис.
Съгласно географския труд Synecdemus в състава на провинцията влизали следните по-големи градове – Марония, Максимианополис (Мосинопол), Никополис, Кереопиргос (неизвестно местоположение) и Топерос.
Провинцията съществува до 7 век, като църковна област тя се съхранява до 12 век.